# Franz Durrer
Franz Durrer (* 7. September 1790 in Stans; † 20. Dezember 1857 in Baden) war ein Schweizer Politiker. Von 1851 bis 1854 gehörte er dem Nationalrat an, von 1815 bis zu seinem Tod war er ununterbrochen Regierungsrat des Kantons Nidwalden.

## Biografie

Sitzung der Tagsatzung in 1847: Landammann Franz Durrer hinten links (Nr. 7)

Franz Durrer war der Sohn des Stanser Kirchmeiers Valentin Durrer. 1815 wurde er Mitglied der Kantonsregierung und übernahm die Leitung der Polizeidirektion. Dieses Amt übte er über drei Jahrzehnte lang aus, weshalb man ihn auch als «ewiger Polizeidirektor» bezeichnete. Trotz seiner Beständigkeit hatte er zunächst wenig Einfluss. Dies änderte sich in den 1840er Jahren infolge der Auseinandersetzungen um die Freischarenzüge und den Sonderbund. Innerhalb der Regierung schwang sich Durrer an die Spitze der katholisch-konservativen «Sonderbundspartei» und stellte sich erfolgreich gegen die pragmatische Linie der Aristokraten. Von 1844 bis 1847 vertrat er Nidwalden als Gesandter an die Tagsatzungen.
Der Kanton Nidwalden gehörte nach dem Sonderbundskrieg von November 1847 zwar zu den Verlierern, doch hielt dies Durrer nicht davon ab, seinen Aufstieg fortzusetzen. Er machte sich die Stimmung in der Bevölkerung geschickt zunutze und vereitelte an der Landsgemeinde im Dezember 1847 einen liberalen Umsturzversuch. Durch diesen Erfolg gestärkt, agitierte er gegen die Bundesverfassung und konnte erreichen, dass die Landsgemeinde vom 27. August 1848 diese ablehnte (was am Gesamtergebnis jedoch letztlich nichts änderte).
Durrer war Präsident des Verfassungsrates und sorgte massgeblich dafür, dass die revidierte Nidwaldner Kantonsverfassung weitgehend den Forderungen der Katholisch-Konservativen entsprach. 1850 war er erstmals Nidwaldner Landammann, ebenso in den Jahren 1852, 1854 und 1856. Durrer kandidierte mit Erfolg bei den Nationalratswahlen 1851. Als Angehöriger der Opposition konnte er gegen die liberale Übermacht allerdings nicht viel ausrichten. 1854 stellte er sich nicht der Wiederwahl.